# 猛鬼实验室
《猛鬼实验室》（英語：Ghost Lab）是一部于2021年5月26日上映的泰国恐怖电影。

## 演员
- 朋抔·里拉塔纳卡邹 （Tor）饰演 Dr. Wee

医生。
- 娜塔妮查·納瓦塔納瓦尼（Nychaa） 饰演 Mai
- 帕瑞斯·因塔拉科玛亚苏特（Ice）饰演 Gla
- Nuttawut Jenmana （Max）饰演 Namo
- 帕特里夏·德查诺·古德（Pat） 饰演 千里塔（Chollita）